# St Just
St Just är en stad och civil parish i Cornwall i England. Orten har 4 812 invånare (2011).

## Galleri

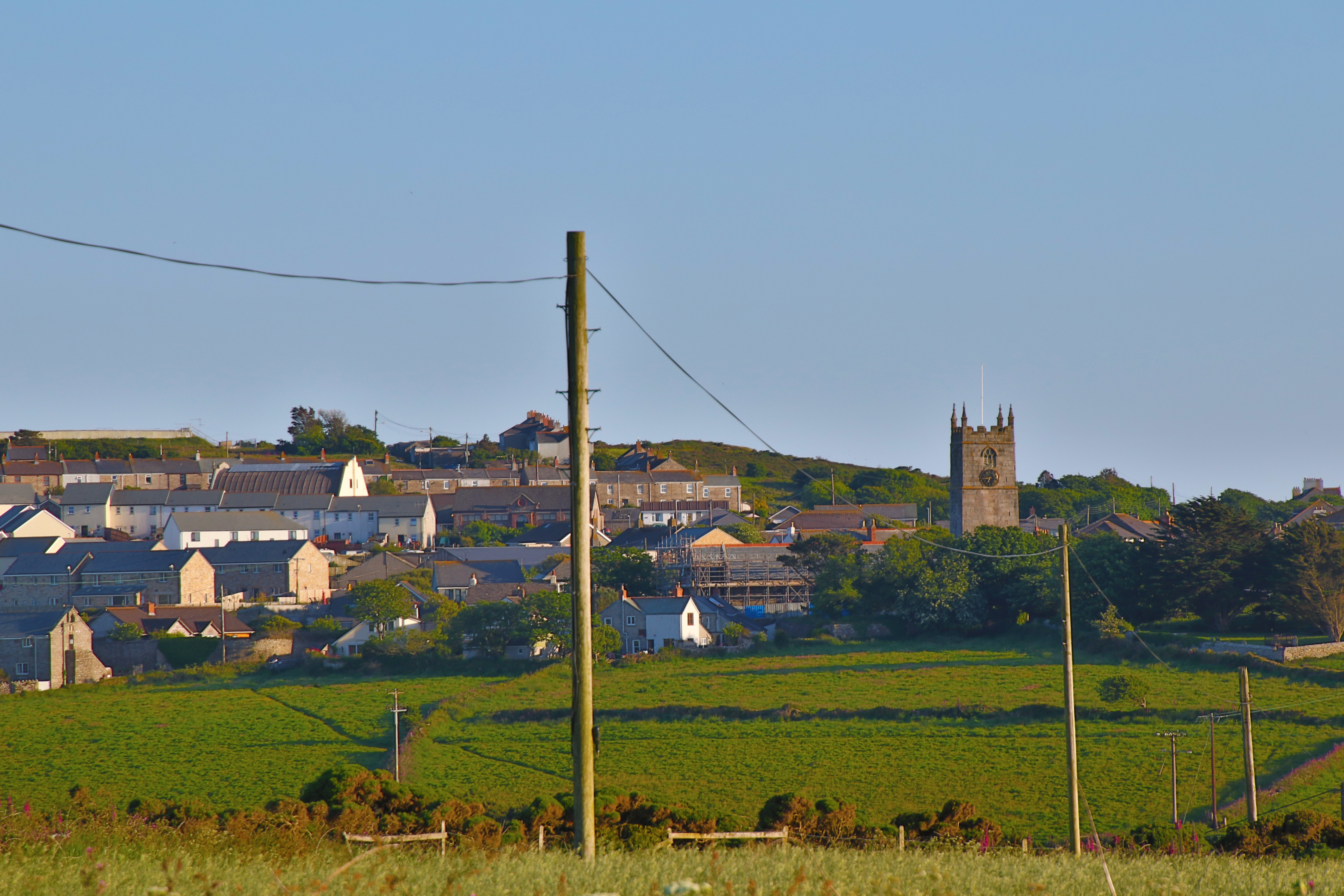
St Just Cornwall
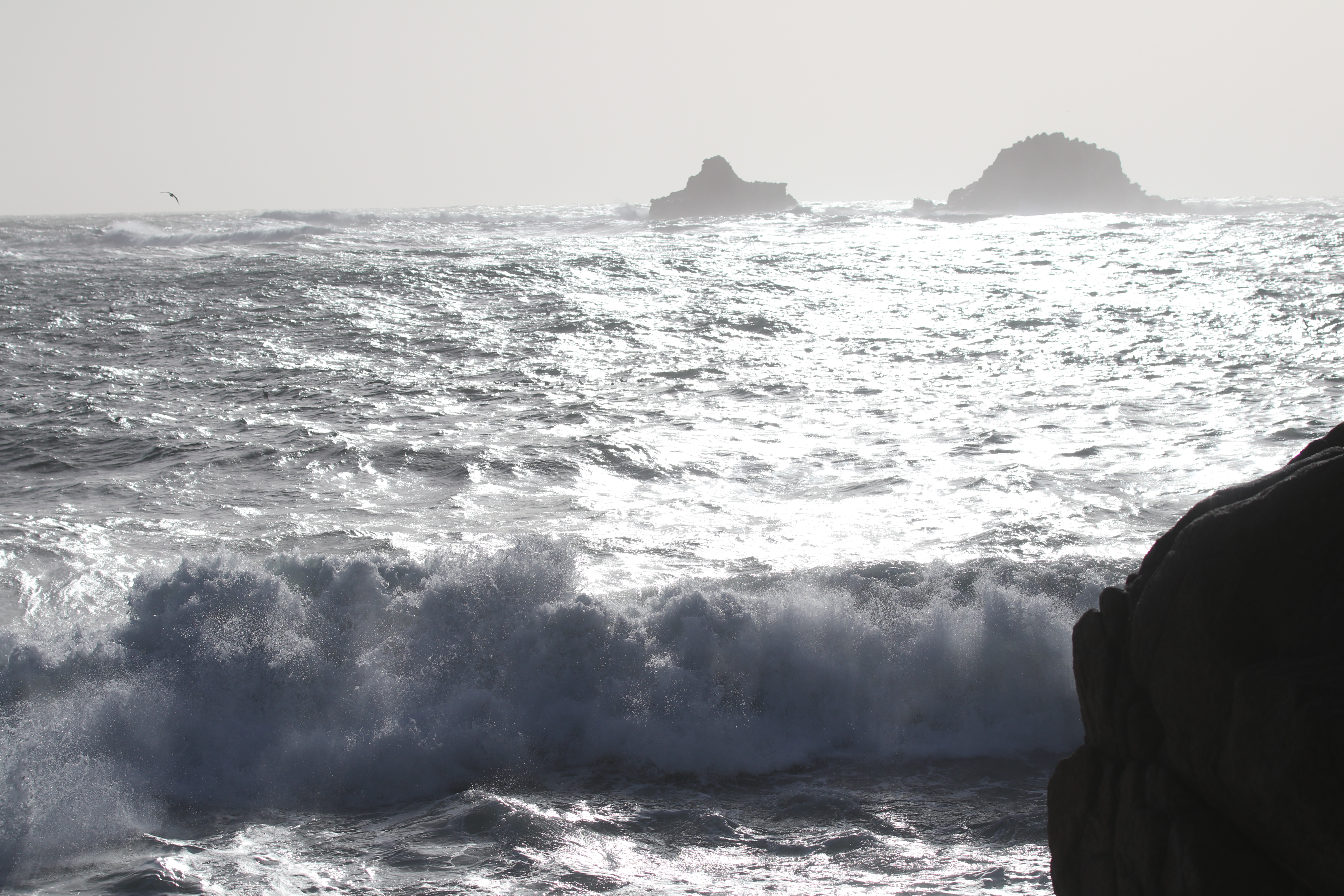
Brisons i storm St Just Cornwall
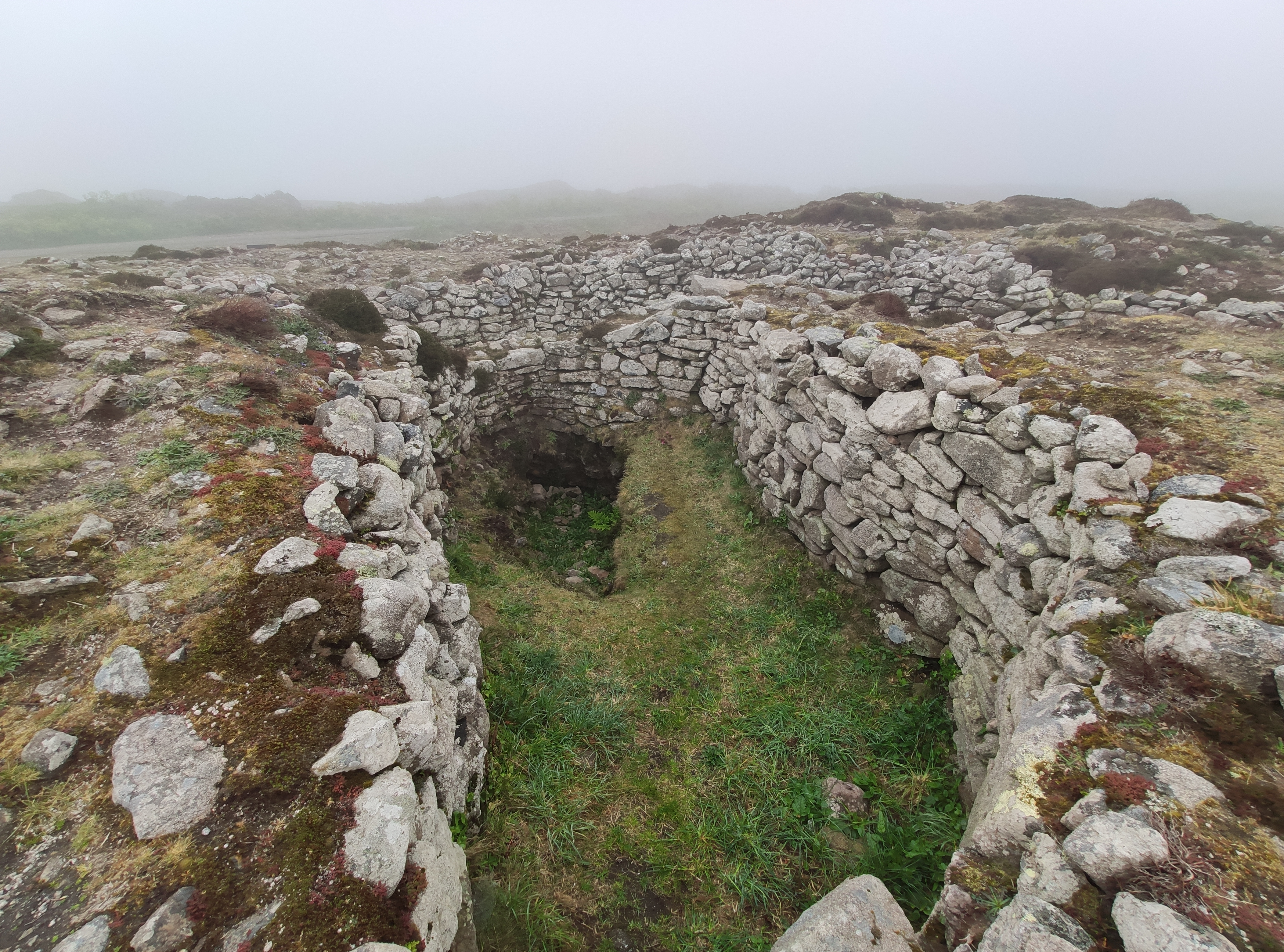
Bollowal Barrow St Just Cornwall
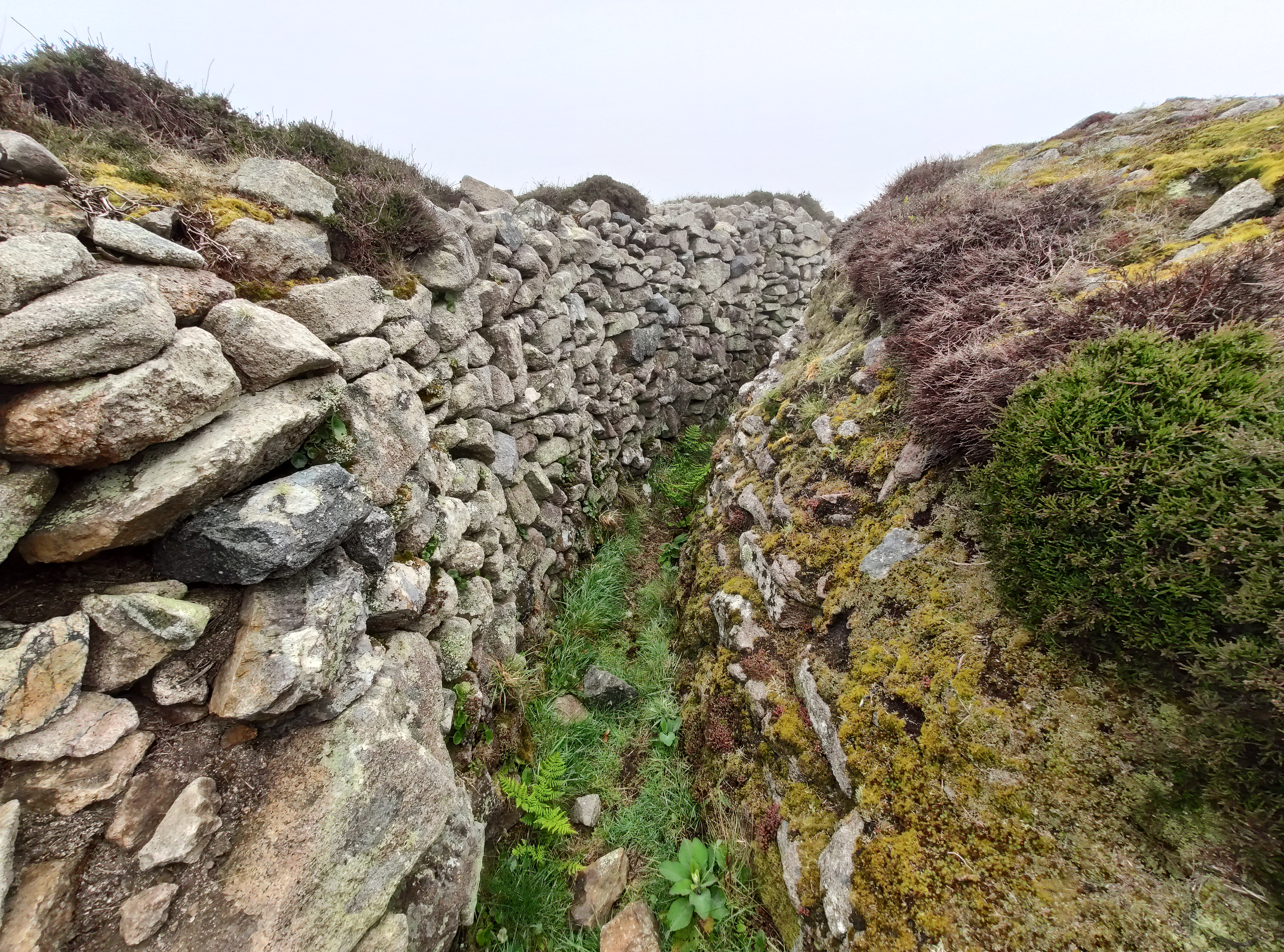
Klippor Bollowal Barrow St Just Cornwall
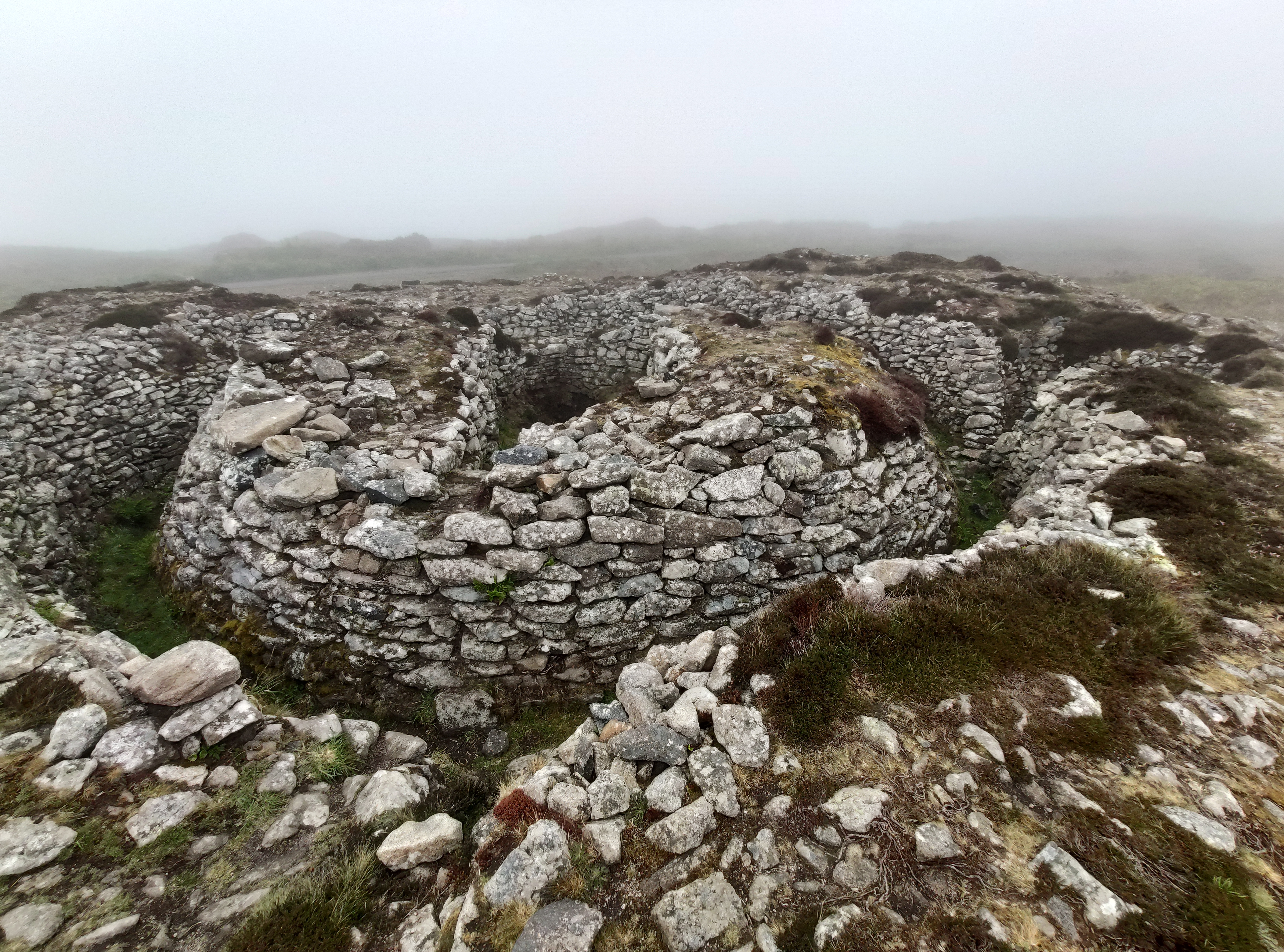
Bollowal Barrow St Just Cornwall